# (16262) Rikurtz
(16262) Rikurtz est un astéroïde de la ceinture principale.

## Description
(16262) Rikurtz est un astéroïde de la ceinture principale. Il fut découvert le 7 mai 2000 à Socorro (Nouveau-Mexique) par le projet LINEAR. Il présente une orbite caractérisée par un demi-grand axe de 3,06 UA, une excentricité de 0,03 et une inclinaison de 2,7° par rapport à l'écliptique.

## Compléments